# Verletztenrente
Die in der gesetzlichen Unfallversicherung versicherte Personen, deren Erwerbsfähigkeit länger als 26 Wochen um mindestens 20 Prozent gemindert ist (MdE), erhalten in Deutschland im Rahmen der gesetzlichen Unfallversicherung eine Verletztenrente. Eine Ausnahme gilt bei Versicherungsfällen ab dem 1. Januar 2008 bei landwirtschaftlichen Unternehmern, deren Ehegatten und Familienangehörigen. Hier ist eine MdE von wenigstens 30 % Voraussetzung für einen Rentenanspruch.

## Berechnung
Die Berechnung der Verletztenrente orientiert sich nach §§ 56 Absatz 3, 81 ff. Siebtes Buch Sozialgesetzbuch am Verdienst der letzten zwölf Monate vor dem Versicherungsfall (Jahresarbeitsverdienst). Das Gesetz sieht vor, dass dabei Zeiten ohne Arbeitseinkommen so zu berechnen sind, als wäre in ihnen das Durchschnittsentgelt der übrigen Zeiten mit Arbeitseinkommen verdient worden. Die Berechnung soll nur Beschäftigten mit unfreiwilliger zeitweiliger Beschäftigungslosigkeit zugutekommen.
Die Höhe der Verletztenrente berechnet sich nach § 56 Absatz 3 SGB VII wie folgt:
Jahresarbeitsverdienst x 2/3 x MdE - Prozentsatz = Jahresrente. Wird dieser Betrag durch 12 Monate geteilt, erhält man die monatliche Rentenhöhe.
Verletztenrenten werden zum gleichen Zeitpunkt wie die Renten der gesetzlichen Rentenversicherung und jeweils um den gleichen Prozentsatz erhöht (§§ 95 SGB VII). Deshalb erhöhen sich die Verletztenrenten zum Beispiel zum 1. Juli 2014 um 1,67 % (West) bzw. 2,53 % (Ost).

## Steuerfreiheit
Die Leistungen aus der gesetzlichen Unfallversicherung sind nach § 3 Nr. 1 a Einkommensteuergesetz (EStG) steuerfrei. Es ist ohne Bedeutung, ob die Leistungen an den Berechtigten oder an Hinterbliebene gewährt werden. Weiterhin unterliegt diese Rente nicht dem Progressionsvorbehalt (§ 32b Abs. 1 Nr. 1b EStG), sie erhöht also nicht den Steuersatz für die übrigen steuerpflichtigen Einkünfte (anders als das Verletztengeld).

## Kontroverse Beanspruchung durch ehemalige und aktive Profisportler
Infolge einer vermehrten Beanspruchung der Verletztenrente durch Profisportler stiegen besonders für Sportvereine als Arbeitgeber die Versicherungsbeiträge im 21. Jahrhundert. Da die Einnahmen der für die Sportvereine zuständigen Berufsgenossenschaft nicht ausreichen, um die Kosten zu decken, werden unter anderem auch von Niedriglöhnern erwirtschaftete Einnahmen aus der gesetzlichen Unfallversicherung herangezogen. So musste die Verwaltungs-Berufsgenossenschaft (VBG) in den 2010er Jahren jährlich etwa 40 Millionen Euro an erwirtschafteten Einnahmen bzw. Versicherungseinzahlungen aus anderen Berufssparten für die von Profisportlern beanspruchten Versicherungsleistungen verwenden. Laut VBG verursachten Profisportler und semiprofessionelle Sportler mit jährlich etwa 95 Millionen Euro rund acht Prozent der Gesamtausgaben der VBG für Rehabilitation und Renten. Während Profisportler laut dem VBG durchschnittlich 2,7 Arbeitsunfälle pro Jahr erleben, liegt der Schnitt bei anderen Arbeitnehmern bei einem im gesamten Berufsleben. Spezialagenturen entwickelten diesbezüglich die Geschäftspraktik, relativ hoch bezahlte Sportler zu beraten, wie diese Maximalerträge aus der Verletztenrente erhalten.